# Wendy McElroy
Pour les articles homonymes, voir McElroy.
Wendy McElroy, née en 1951, est une essayiste canadienne. Anarchiste individualiste, elle est parfois considérée comme libertarienne ou anarcho-capitaliste et une féministe individualiste.

## Féminisme
Parmi les féministes, elle est considérée comme « pro-sexe », favorable à la pornographie et elle condamne les campagnes des féministes anti-pornographiques.
Pour Steven Pinker, Wendy McElroy fait partie des « féministes de l'équité » qui ont fustigé les « féministes de genre » pour leur mépris de « la rigueur de l'analyse » et des « principes libéraux classiques ».

## Activités éditoriales
Elle est aussi la cofondatrice, avec Carl Watner et George H. Smith, du magazine The Voluntaryist en 1982.
Elle est éditrice du site : ifeminists.net
Elle écrit chaque semaine pour FoxNews.com. Elle a écrit pour Freeman, pour the New Libertarian, pour Free Inquiry, ainsi que pour Liberty magazines. Ses écrits sont parus dans des revues diverses comme National Review, Marie Claire et Penthouse.